# Rivière Raquette
Rivière Raquette är ett vattendrag i Kanada.   Det ligger i provinsen Québec, i den östra delen av landet, 500 km nordost om huvudstaden Ottawa.
Trakten runt Rivière Raquette består till största delen av jordbruksmark. Runt Rivière Raquette är det ganska glesbefolkat, med 40 invånare per kvadratkilometer.